# Villano I
José de Jesús Díaz Mendoza (28 de junio de 1950 - 4 de enero de 2001), más conocido por su nombre en el ring Villano I, fue un luchador profesional mexicano). Era hijo del luchador Ray Mendoza, y el primero de los cinco hermanos Díaz en convertirse en luchador, aunque no el mayor. Su hermano mayor Alfredo luchó como Villano II hasta su muerte en 1989, mientras que sus hermanos menores lucharon bajo los nombres de Villano III (Arturo), Villano V (Raymundo) y Villano IV (Tomás).

## Carrera de lucha libre profesional
José de Jesús Díaz Mendoza fue el segundo hijo del luchador Ray Mendoza e inspirado por su padre al ser un luchador de peso semipesado muy exitoso. Cuando él y su hermano mayor, Alfredo, tuvieron la edad para comenzar a entrenar lucha libre, Mendoza insistió en que ambos hermanos debían obtener una educación universitaria como recurso en caso de que su carrera como luchadores fracasara. Como Mendoza todavía era muy solicitado en todo México y por ello viajaba mucho, Bobby Bonales fue responsable de la mayor parte del entrenamiento de Díaz. Tanto José de Jesús como Alfredo hicieron su debut en la lucha libre profesional en 1969, según se informa sin que su padre lo supiera inicialmente, y comenzaron a trabajar como un equipo conocido como Los Bestia Negras, con José de Jesús trabajando como "Bestia Negra I" y Alfredo como "Bestia Negra II", a pesar de que Alfredo era mayor. Posteriormente el equipo volvió a trabajar como Los Búfalo Salvaje con José de Jesús como “I” y Alfredo como “II”. En 1970, José de Jesús trabajó como "El Villano", pronto renombrado "Villano I" cuando los hermanos se convirtieron en Los Villanos; el nombre, junto con una máscara muy distintiva con diseño de "X", se quedó con ellos por el resto de sus carreras. Villano I y II obtuvieron el Campeonato en Parejas del Distrito Federal en un momento dado, aunque los registros no son claros sobre a quién derrotaron por el campeonato. Los hermanos comenzaron a trabajar para la Empresa Mexicana de Lucha Libre (EMLL), la misma promoción para la que trabajaba su padre. Pronto se les unió su hermano menor Arturo, quien se convirtió en Villano III. Villano I y II ganaron el Campeonato en Parejas de la Arena Coliseo a principios de la década de 1970, pero no lograron mucho más mientras trabajaban para EMLL.

## Vida personal
José de Jesús Díaz Mendoza fue el segundo hijo de José Díaz Velázquez y Guadalupe "Lupita" Mendoza. Sus hermanos, como él, se convirtieron en luchadores: Alfredo (Villano II), Arturo (Villano III), Raymundo (Villano V) y Tomás (Villano IV). Su madre Lupita murió en 1986, su hermano mayor Alfredo murió en 1989 y su padre José Díaz murió el 16 de abril de 2003. Díaz insistía en que sus hijos recibieran una buena educación en lugar de convertirse en luchadores y deseaba que se convirtieran en abogados o médicos, ya que quería evitarles el sufrimiento físico que él mismo experimentó. Una vez que se dio cuenta de que sus dos hijos mayores habían comenzado a luchar bajo máscaras, aceptó entrenarlos y ayudarlos en sus carreras de lucha libre. También jugó un papel decisivo en la formación del resto de sus hijos, aunque insistió en que ambos obtuvieran títulos universitarios antes de que se les permitiera empezar a luchar. Dado que su hijo menor, Tomás, terminó primero su educación, pasó a ser conocido como "Villano IV", mientras que Raymundo, el segundo hijo menor, pasó a ser "Villano V". José de Jesús estaba casado con Delia Valero, hija de un influyente escritor y propietario de una revista de lucha libre, y juntos tuvieron dos hijas, Alma Guadalupe y Blanca Olivia.

## Muerte
A finales del año 2000, José de Jesús Díaz fue operado del cerebro debido a un coágulo sanguíneo originado por los intensos golpes que sufrió durante su trayectoria en la lucha libre. Días antes del 4 de enero de 2001, manifestó su intención de recuperarse físicamente para disputar una pelea de despedida, pero su estado de salud se agravó ese mismo día. La causa oficial de su fallecimiento fue un infarto, consecuencia de una hemorragia cerebral. Al día siguiente fue sepultado, portando la emblemática máscara de Villano y una capa con el distintivo de la UWA. Al funeral acudieron numerosos luchadores, entre ellos miembros de la familia Brazos, así como Perro Aguayo, Cien Caras, Universo 2000, El Felino, Ringo Mendoza, entre otros.

## Campeonatos y logros
- Empresa Mexicana de Lucha Libre
  - Campeonato en Parejas de Arena Coliseo ( 1 vez ) – con Villano II[4]
  - Campeonato Nacional Mexicano de Parejas ( 1 vez ) - con Villano II
  - Campeonato Peso Pesado del Distrito Federal (1 vez) [3]
  - Campeonato de Parejas del Distrito Federal (1 vez) – con Villano II [3] [5]
- Asociación Universal de Lucha Libre
  - Campeonato de Tríos Toreo de Cuatro Caminos (1 vez) – Socios desconocidos
  - Campeonato Mundial de Peso Semipesado UWA( 1 vez ) [6]
  - Campeonato Mundial de Tríos UWA ( 3 veces ) – con Villano IV y Villano V [7]
- Promociones locales mexicanas
  - Campeonato de Peso Medio Plaza de Toros La Aurora (1 vez)
- Boletín informativo de Wrestling Observer
  - Salón de la Fama del Boletín del Wrestling Observer (Clase 2022)